# タスカンビア (アラバマ州)
タスカンビア（Tuscumbia）は、アメリカ合衆国アラバマ州北西部に位置する都市。同州コルバート郡の郡庁が置かれている。人口は8,423人（2010年国勢調査）。市は北緯34度43分51秒 西経87度42分10秒 / 北緯34.73083度 西経87.70278度に位置し、市域面積は18.9km2である。タスカンビアはテネシー川の対岸に位置するフローレンスを中心とする、ザ・ショールズ（正式名称: フローレンス・マッスルショールズ都市圏）と呼ばれる都市圏に含まれている。
タスカンビアはヘレン・ケラーを生んだ地である。ヘレンが少女時代を過ごし、アン・サリヴァンと出会った生家、アイビー・グリーンは市中心部の北に立地しており、敷地と共に博物館として一般に公開されている。アイビー・グリーンは1970年に国家歴史登録財に、1992年に国定歴史建造物に指定された。
この地に最初に入植してきたのはフランス人であった。しかし、フランス人が創った入植地は1786年に壊され、その跡地にチカソー族が集住するようになった。その後1815年頃、マイケル・ディクソン一家がこの地に移入してきた。1820年に町はオココポサ（Ococoposa）という名で正式に法人化され、1822年に行われた投票により、チカソー族の酋長の名にちなんだタスカンビアという名に改められた。

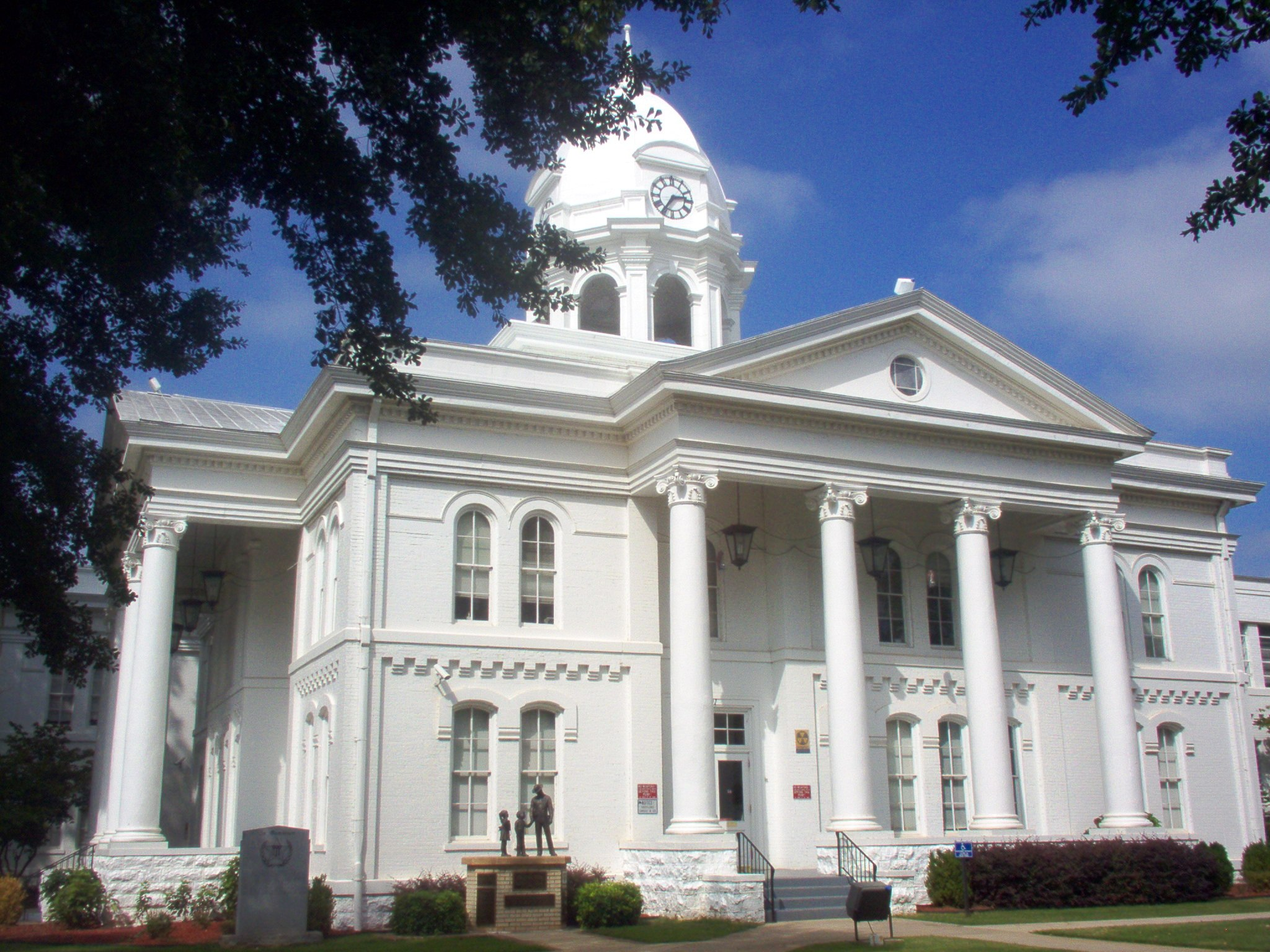
コルバート郡地方裁判所

1824年に町の近くのテネシー河岸に船着場が設けられると、テネシー川の舟運により町の商業が発展し始めた。1830年代に入ると蒸気船の利用者は減っていったが、商用交通路を確保したがった地元商人たちによって、タスカンビアとディケーターとを結ぶ鉄道が敷かれた。この時に敷かれたタスカンビア・コートランド・アンド・ディケーター鉄道は、1850年代に入るとメンフィス・アンド・チャールストン鉄道の重要な部分となり、19世紀末に至るまで、タスカンビアを鉄道交通の中心地たらしめることとなった。南北戦争においては、メンフィス・アンド・チャールストン鉄道は南軍の重要な補給路となったが、それが故に、タスカンビアは北軍の攻撃対象となって大きな戦災を受け、復興には20年の歳月を要した。
南北戦争後、1867年にタスカンビアはコルバート郡の郡庁所在地となった。最初の郡地方裁判所は1882年に建てられた。現在市中心部に建っている白亜の庁舎は1909年に再建されたものである。この郡地方裁判所を中心とした地区は1973年、コルバート・カウンティ・コートハウス・スクエア歴史地区として国家歴史登録財に指定された。

## 註
1. ↑  American FactFinder. U.S. Census Bureau. 2011年2月4日.
2. ↑  アイビー・グリーンの位置 (300 West North Commons, Tuscumbia, AL). Yahoo!Map.
3. ↑  Helen Keller Home, Ivy Green Grounds. Helen Keller Birthplace Foundation.
4. ↑  Miller, Page Putnam. USDI/NPS NRHP Registration Form: Ivy Green, and attached photos. National Park Service. 1991年6月7日.（PDFファイル）
5. ↑  Ivy Green (Helen Keller Birthplace) Archived 2009年3月1日, at the Wayback Machine.. National Historic Landmarks Program. National Park Service.
6. 1 2 3  Our History. City of Tuscumbia.
7. ↑  Floyd, Warner W. National Register of Historic Places Inventory - Nomination Form: Colbert County Courthouse Square Historic District and attached photos. National Park Service. 1973年3月30日.